# Stanisław Depowski (geolog)
Stanisław Depowski (ur. 30 lipca 1924 w Leżajsku, zm. 28 września 2017 w Warszawie) – polski geolog, profesor nauk przyrodniczych. Zajmował się m.in. geologicznymi warunkami występowania złóż ropy naftowej i gazu ziemnego w Polsce. Specjalizował się także w ocenie zasobów nagromadzeń węglowodanów oraz jakościowej i ilościowej ocenie zasobów prognostycznych ropy i gazu.

## Młodość
Naukę w rohatyńskim gimnazjum przerwał mu wybuch wojny (1939). W czasie okupacji niemieckiej był robotnikiem leśnym w tartaku w rodzinnym Leżajsku. W tym czasie (od V 1943 do IX 1944 r.) był żołnierzem leśnych oddziałów Armii Krajowej oraz uczestnikiem Akcji Burza. Jeszcze w 1944 (po wyzwoleniu Dębicy) uzyskał świadectwo dojrzałości tamtejszego liceum.
W roku 1945 podjął studia górnicze na krakowskiej Akademii Górniczo-Hutniczej. Studia te ukończył w 1949 i otrzymał tytuł zawodowy inżyniera górnika i tytuł naukowy magistra nauk technicznych (w zakresie geologii kopalnianej i naftowej. Bezpośrednio po studiach podjął pracę w Polskim Górnictwie Naftowym, a w latach 1950-1955, pisatował stanowisko kierownika Sanockiego Kopalnictwa Naftowego. Następnie (1955-1957) objął stanowisko głównego geologa Centralnego Urzędu Naftowego, a w latach 1958-1962 głównego geologa w Ministerstwie Górnictwa i Energetyki.

## W Państwowym Instytucie Geologicznym (PIG)
Współpracę z PIG rozpoczął już w roku 1950, opracowując monografię karpackich złóż ropy i gazu oraz wykonując prace kartograficzne. W 1962 objął stanowisko kierownika nowo powstałego Zakładu Geologii Złóż Ropy i Gazu, a następnie (1973-1976) piastował funkcję zastępcy dyrektora Instytutu ds. geologii strukturalnej.

## Dalsza kariera
W 1957 uzyskał stopień doktora, za pracę Fałd Zmiennicy-Turzego Pola, geologia złoża ropy i gazów, której promotorem był prof. Henryk Świdziński. Tytuł profesora nauk przyrodniczych (geologia) nadany w roku 1974.
Depowski był autorem wielu opracowań w wydawnictwach: polskich, radzieckich, niemieckich, amerykańskich, czechosłowackich i bułgarskich. Ponadto był współautorem 9 publikacji książkowych. Brał aktywny udział w kilku gremiach naukowych, takich jak: Polskie Towarzystwo Geologiczne, Komitet Badań Morza PAN, Komitet Nauk Geologicznych PAN, Komitet Gospodarki Surowcami Mineralnymi PAN, Committee on Gas of the UN Economic Commission for Europe (ECE).

## Nagrody i odznaczenia
Został też (1964) laureatem zespołowej Nagrody Państwowej II stopnia w zakresie postępu technicznego za opracowanie Budowa geologiczna Niżu Polskiego. Został też nagrodzony wieloma odznaczeniami państwowymi, wojennymi i resortowymi:
- Srebrny Krzyż Zasługi
- Złoty Krzyż Zasługi
- Krzyż Kawalerski Orderu Odrodzenia Polski (1974)
- Krzyż Partyzancki
- Krzyż Armii Krajowej
- Złota Odznaka „Zasłużony dla polskiej geologii”
- Odznaka Zasłużony dla Górnictwa Naftowego i Gazownictwa
- Złota Odznaka Państwowego Instytutu Geologicznego